# Tabeirós-Terra de Montes
Tabeirós - Tierra de Montes est une comarque de la province de Pontevedra en Galice (Espagne). 

## Municipios de la comarque
La comarque est composée de trois municipios (municipalités ou cantons) : 
- Cerdedo
- A Estrada (chef-lieu)
- Forcarei